# كلود-جيرار ماركوس
كلود-جيرار ماركوس هو سياسي فرنسي، ولد في 24 أغسطس 1933 في الدائرة السادسة عشرة في باريس في فرنسا، وتوفي في 24 يوليو 2020 في الدائرة الثانية عشرة في باريس في فرنسا. نشط حزبياً في Union of Democrats for the Republic ‏. وقد انتخب نائب فرنسي (11 يوليو 1968 – 21 أبريل 1997) وانتخب رئيس بلدية ‏ الدائرة العاشرة في باريس (13 مارس 1983 – 19 مارس 1989).